# Rudolf Stark
Poručík Rudolf Stark (11. únor 1897 – ?) byl německý voják, pilot a letecké eso první světové války s 11 potvrzenými a 5 nepotvrzenými sestřely.
Původně sloužil u 2. královského bavorského hulánského pluku König, u kterého se vyznamenal v bojích, za což dne 29. září 1915 obdržel bavorský Vojenský záslužný řád a 11. června 1916 Železný kříž druhé třídy. Poté přestoupil k letectvu; jeho první jednotkou se v listopadu 1917 stala průzkumná FAA 296. Avšak zde nebyl spokojen a požádal o přeložení ke stíhačům. Bylo mu vyhověno a po výcviku u Jastaschule II  byl v lednu 1918 umístěn ke stíhací Jasta 34.
Časem se stal velitelem Jasta 77 a 24. května 1918 se stal leteckým esem s 5 potvrzenými sestřely a jedním nejistým. Za služby u Jasta 77 dosáhl pouze jednoho potvrzení sestřelu ze tří nárokovaných. V červnu získal velení nad Jasta 35. Zde létal s trojplošným Fokkerem Dr.I a dosáhl dalších 5 vítězství. Jeho letoun byl rozpoznatelný podle šeříkově fialového zbarvení krytu motoru a pásu na trupu stejné barvy. Dne 16. září byl zraněn, ale stihl se vrátit do bojů, takže svého posledního vzdušného vítězství dosáhl dva dny před podepsáním příměří.

## Vyznamenání
- Železný kříž, I. třídy
- Železný kříž, II. třídy